# Per saltum
Per saltum — латинская фраза, означающая «скачком». Употребляется в случае, когда некто достигает определённого положения или степени, минуя промежуточные положения или более низкие степени, сообразно установленному порядку. Например, в некоторых протестантских церквях, могут поставить во епископа человека, прежде того не бывшего священником.
Фраза также употребляется в составе certiorari per saltum, означающая обращение за решением к высшему суду, минуя суды низшей инстанции (смотри также статью certiorari).